# Les Minettes font la queue
Série Laß jucken, Kumpel
Les Dragueuses
(1972) Laß jucken, Kumpel 3. Teil - Maloche, Bier und Bett (de)
(1974)
Pour plus de détails, voir Fiche technique et Distribution.
Les Minettes font la queue (titre original : Laß jucken, Kumpel 2. Teil – Das Bullenkloster) est un film allemand réalisé par Franz Marischka, sorti en 1972.
Il s'agit de la suite de Les Dragueuses, adapté du premier tome de la série de romans du même nom de Hans Henning Claer (de). Le succès du film sorti l'année précédente donnera lieu à une série de six films dont Les Minettes font la queue est le deuxième.

## Synopsis
Le mariage de Heiner s'est rompu. Après le divorce, il travaille à nouveau comme mineur et es hébergé dans un dortoir pour hommes, le "Bullenkloster". Il y rencontre plusieurs anciens amis qui ont également atterri ici, dont l'incorrigible fan d'Hitler, Kutter. Après une liaison avec la femme de ménage Trudi, il se rend en boîte de nuit avec ses amis.
Jupp a également des vues sur Trudi, mais elle est pointilleuse et exige que lui, ancien boxeur, remonte sur le ring pour elle. Cependant, Jupp perd et le gagnant en a pour son argent avec Trudi. Jupp se réfugie alors dans l'alcool.
L'ex-femme de Heiner, Gisela, est à nouveau prostituée. Elle est retrouvée par Heiner. Le film se termine sur l'espoir d'un nouveau bonheur familial.

## Fiche technique
- Titre original : Laß jucken, Kumpel 2. Teil – Das Bullenkloster
- Titre français : Les Minettes font la queue
- Réalisation : Franz Marischka assisté de Peter Naguschewski
- Scénario : Franz Marischka, Gunter Otto (sous le pseudonyme F.G. Marcus)
- Musique : Jochen Baum, Peter Weiner
- Photographie : Gunter Otto
- Montage : Hermann Haller
- Production : Gunter Otto
- Société de production : Dynamic Film
- Société de distribution : Cinerama Filmgesellschaft
- Pays de production :  Allemagne de l'Ouest
- Langue : Allemand
- Format : Couleur - 1,66:1 - mono - 35 mm
- Genre : Érotique
- Durée : 92 minutes
- Dates de sortie :
  - Allemagne de l'Ouest : 31 mai 1973.
  - France : 17 septembre 1975[2].

## Distribution
- Michel Jacot (voix doublé par Ivar Combrinck) : Heiner Lenz
- Anne Graf : Gisela Lenz
- Gunter Wallace : Thomas Lenz (fils)
- Willy Krause : Grand-père Wagner
- Johannes Buzalski (de) (voix doublé par Til Kiwe) : Erwin Kutter
- Hans Henning Claer (de) : Jupp Kaltofen
- Rinaldo Talamonti (de) : Lucky
- Walter Kraus (voix doublé par Achim Strietzel) : Georg Gernot
- Helga König (voix doublé par Elisabeth Volkmann) : Trudi Gimpel
- André Eismann : Fritz Roggartz
- Claudia Fielers (de) : la barmaid
- Sven Dolan : l'homosexuel avec une robe noire
- Marisa Feldy : Eveline
- Michaela Roos : Inge
- Melitta Tegeler : la femme de Jupp Kaltofen
- Elisabeth Volkmann : Trudi Gimpel

## Production
À sa sortie en France en septembre 1975, Le film est interdit aux moins de 18 ans comme Magdalena la sexorcisée (de) (sortie le même mois), considéré comme un film pornographique.

## Série
- 1972 : Les Dragueuses (Laß jucken, Kumpel)
- 1973 : Les Minettes font la queue (Laß jucken, Kumpel 2. Teil – Das Bullenkloster)
- 1974 : Laß jucken, Kumpel 3. Teil - Maloche, Bier und Bett (de)
- 1974 : Deux Compères sur l'alpage (de) (Liebesgrüße aus der Lederhose 2. Teil: Zwei Kumpel auf der Alm ou Laß jucken, Kumpel 4 – Zwei Kumpel auf der Alm)
- 1975 : Der Kumpel läßt das Jucken nicht (de)
- 1981 : Laisse tomber, compère ! (de) (Laß laufen, Kumpel)